# 藤田豊久
藤田 豊久（ふじた とよひさ）は、日本の資源工学者。中華人民共和国国務院千人計画により広西大学資源環境材料学院教授を務めた。東京大学名誉教授。

## 人物・経歴
1976年東北大学工学部資源工学科卒業。1978年東北大学助手。1983年東北大学工学博士、秋田大学鉱山学部講師。1995年秋田大学鉱山学部教授。1998年秋田大学サテライト・ベンチャー・ビジネス・ラボラトリー長、秋田大学工学資源学部教授、東北大学流体科学研究所客員教授、セント・クラウド州立大学客員教授。2002年東京大学大学院工学系研究科教授。2003年東京大学人工物工学研究センター教授。2005年東京大学大学院工学系研究科地球システム工学専攻教授。2012年東京大学人工物工学研究センター長。元環境資源工学会会長。2019年東京大学を退職、東京大学名誉教授。定年後に日本の私立大学に行ったのでは、研究費が少ないとし、千人計画に応募し、同年広西大学資源環境材料学院教授に着任。